# Pitodor de Tral·les
Pitodor de Tral·les (grec antic: Πυθόδωρος; ca. 70 aC - ca. 27 aC) va ser un polític grec extremadament ric nascut a Anatòlia. Era natural de Tral·les, a Cària, encara que no se'n coneixen gaires coses. Era amic del triumvir romà Gneu Pompeu Magne.
Va ser el primer gendre de Marc Antoni, que s'havia casat amb una dona de nom Antònia Hibrida, filla de Gai Antoni Híbrida. Pitodor es va casar amb Antònia, la filla gran d'aquest matrimoni, que era uns vint anys més jove que ell. La raó d'aquest matrimoni era que Marc Antoni volia utilitzar els recursos econòmics de Pitodor per la seva projectada invasió de Pàrtia, però no se sap si va aconseguir finançament.
Pitodor i la seva esposa es van establir a Esmirna l'any 30 aC, o potser el 29 aC, on van tenir una filla, Pitodoris, que més endavant es va casar amb Polemó I, rei del Pont i del Bòsfor. Pitodor va morir probablement després de l'any 28 aC.